# Daniel Schneidermann
Daniel Schneidermann (París, 5 d'abril de 1958) és un periodista francès. Schneidermann es consagrà particularment en l'anàlisi de la imatge televisiva. Exerceix la seva activitat principalment a través de cròniques setmanals, inicialment aparegudes al diari Le Monde i actualment en el diari Libération, i també en un programa de televisió: Arrêt sur images, emès per la cadena estatal France 5. La cadena decidí de forma irrevocable la suspensió d'aquest espai a partir de setembre de 2007.

## Biografia
Després d'un període de formació en el Centre de formation des journalistes, entrà el 1979 al diari Le Monde. L'any 1992 començà a realitzar cròniques quotidianes de la televisió. En elles criticava la forma en la qual la televisió presentava la informació i influïa en l'espectador. D'aquesta manera va reprendre el relleu de la crítica televisiva iniciada trenta anys abans per autors com François Mauriac o Morvan Lebesque.
L'any 1995, l'èxit de les seves cròniques escrites li varen permetre presentar un programa setmanal a France 5, Arrêt sud images. Aquest programa va sortir de l'enginy d'Arnaud Viviant i Pierre Carles, que alhora eren productors i animadors. La periodista Pascale Clark va presentar el programa amb ell durant un any. Arrêt el sud images tenia com a objectiu desxifrar la imatge i els discursos televisius; amb l'ajuda de diferents cronistes i periodistes, analitzant les derives i els èxits del relat d'informació. Però malgrat l'audiència del programa d'1,5 milions d'espectadors aproximadament, el canal de televisió decidí retirar el programa.
Tots els mesos, la persona encarregada de seguir el debat dels teleespectadors al fòrum d'Arrêt sur images, interpel·la Schneidermann sobre certes crítiques emeses pels internautes que participen en aquest lloc web.
El seu darrer conflicte amb France 5 data de setembre de 2003. En aquella ocasió Schneidermann imposà a la cadena la difusió d'un documental consagrat al tractament d'informació de l'affaire Allègre en lloc de la seva pròpia emissió.